# Apaj vára
Apaj vára (horvátul: Utvrda Rasinja) egy várrom Horvátországban, a Kapronca melletti Apajkeresztúr (Rasinja) település határában.

## Fekvése
A település központjától délre kiépített mesterséges víztározó déli partja feletti Budim nevű magaslaton találhatók csekély maradványai.

## Története
A várat 1236-ban említik először. Kercselics Boldizsár szerint a Gutkeled nembeli Apaj Szlavónia bánja építtette a 13. század első felében majd a templomosoknak adományozta annak fejében, hogy lelki üdvéért imádkozzanak. Később a Bacskaiak, majd a raszinjakeresztúri Bocskai család volt a birtokosa. A települést 1411-ben Apajkeresztúrnak nevezik. A várat és a középkori falut valószínűleg 1532-ben a Kőszeg ostroma alól visszavonulóban levő török sereg pusztította el. A 18. században még jelentős romjai látszottak, mára azonban felszíni nyoma nem maradt.

## A vár mai állapota
Apaj várának kevés maradványai egy meredek, fával borított hegytetőn találhatók, melyet a köznép Budimnak nevez. A hegy tetején található plató, melyen Apaj vára állt egykor mintegy 30 méter hosszú és 16 méter széles. Felszíni falak nincsenek, csak habarcs kötőanyagos tégla- és kőtöredékek találhatók szétszórtan. A falak egy részét ásatással feltárták. Az alaprajz a plató alakjának megfelelően tojás alakú. A hegycsúcs aljában, annak déli oldalán egy széles földsánc látható. A hegy északkeleti oldalában forrás fakad.